# Джида (річка)
Джида (рос. Джида, бур. Зэдэ) — річка у Бурятії, Росія, ліва притока річки Селенга.

## Загальна інформація
Довжина річки — 567 км, площа басейну — 23,5 тис. км². Починається на південних схилах західної частини хребта Хамар-Дабан, тече паралельно до Джидинського хребта. У верхів'ях протікає у скелястій долині, бурхливий потік з порогами. Нижня течія має почергові звуження та розширення. Живлення в основному дощове. Середньорічна витрата води в гирлі — 60 м³/сек. Лісосплавна.
Впадає до Селенги за 346 км від її гирла. Серед приток — Желтура, Хамней, Цакирка. До річки вливаються озера Верхнє та Нижнє Біле, Верхнє Мале Північне та Верхнє Мале Біле.